# Astronesthes chrysophekadion
Astronesthes chrysophekadion és una espècie de peix de la família dels estòmids i de l'ordre dels estomiformes.

## Morfologia
- Els mascles poden assolir 13,4 cm de longitud total.[4][5]

## Hàbitat
És un peix marí i d'aigües tropicals.

## Distribució geogràfica
Es troba al Japó, Papua Nova Guinea i Indonèsia.